# Hugo Kraas
Hugo Kraas (25 de enero de 1911-20 de febrero de 1980) fue un comandante alemán de las SS durante la II Guerra Mundial. Sirvió en la Leibstandarte SS Adolf Hitler y fue el último comandante de la División SS Hitlerjugend. Kraas recibió la Cruz de Caballero de la Cruz de Hierro. Después de la guerra, Kraas fue investigado por las autoridades italianas y alemanas (RFA) por el asesinato de judíos italianos en 1943.

## Biografía
Nacido en 1911, Kraas se convirtió en miembro del Partido Nazi y del Sturmabteilung (SA) en 1934; en 1938 fue destinado a la Leibstandarte SS Adolf Hitler (LSSAH). Con la LSSAH, Kraas tomó parte en la invasión de Polonia donde se le concedió la Cruz de Hierro de segunda clase. Se le concedió la Cruz de Hierro de primera clase tras la batalla de los Países Bajos. Participó en la Campaña de los Balcanes y en la Operación Barbarroja, la invasión de la Unión Soviética. En diciembre de 1941, Kraas recibió la Cruz Alemana en Oro. En 1943 tomó parte en la Tercera batalla de Járkov. Por su papel en esta operación se le concedió la Cruz de Caballero de la Cruz de Hierro en marzo de 1943. Recibió las Hojas de Roble de la Cruz de Caballero en enero de 1944. Kraas murió en 1980.

## Crímenes de guerra
Junto con otros miembros de la LSSAH, Kraas fue investigado por el asesinato de varias docenas de judíos italianos el 25 de septiembre de 1943 en Italia. Fue juzgado en ausencia en Italia en 1955 y hallado culpable. La investigación también tuvo lugar en Alemania Occidental en 1965 pero se encalló por "falta de evidencias".

## Condecoraciones
- Cruz de Hierro (1939) 2ª Clase (16 de octubre de 1939) & 1ª Clase (25 de mayo de 1940)[1]
- Cruz Alemana en Oro el 26 de diciembre de 1941 como SS-Hauptsturmführer en el Aufklärungs-Abteilung "Leibstandarte SS Adolf Hitler"[4]
- Cruz de Caballero de la Cruz de Hierro con Hojas de Roble
  - Cruz de Caballero el 28 de marzo de 1943 como SS-Sturmbannführer y comandante de la I./2. SS-Panzergrenadier-Regiment/Panzergrenadier-Division "Leibstandarte SS Adolf Hitler"[2]
  - Hojas de Roble el 24 de enero de 1944 como SS-Obersturmbannführer y comandante del SS-Panzergrenadier-Regiment 2 "Leibstandarte SS Adolf Hitler"[2]